# فردریش هیرزبروخ
فردریش ارنست پیتر هیرزبروخ (۱۷ اکتبر ۱۹۲۷ – ۲۷ مه ۲۰۱۲) ریاضیدان آلمانی بود، که در زمینه توپولوژی، مانیفولدهای پیچیده و هندسه جبری و به عنوان یک شخصیت برجسته در نسل خود فعالیت می‌کرد. وی به عنوان «مهمترین ریاضیدان در آلمان دوره پس از جنگ» توصیف شده‌است.

## تحصیلات
هیرزبروخ در سال ۱۹۲۷ در هام، وستفالن به دنیا آمد. پدر او به همین نام معلم ریاضی بود. هیرزبروخ از سال ۱۹۴۵–۱۹۵۰ در مؤسسه فناوری فدرال زوریخ در دانشگاه مونستر تحصیل کرد.

## حرفه
پس از گذشت یک سال در دانشگاه پرینستون ۱۹۵۵–۵۶، وی به عنوان استاد دانشگاه بن منصوب گردید و در سال ۱۹۸۱ مدیر مؤسسه ریاضیات ماکس پلانک شد. در سال ۲۰۰۷ بیش از ۳۰۰ نفر در جشن سالگرد ۸۰ سالگی او در بن جمع شدند.
در مارس ۱۹۴۵، هیرزبروخ به خدمت سربازی رفت و در آوریل، در هفته‌های آخر حکومت هیتلر، توسط نیروهای انگلیس و سپس حمله به آلمان از غرب، زندانی شد. وقتی یک سرباز انگلیسی متوجه شد که مشغول درس ریاضیات است، او را آزاد کرد و به او گفت که ادامه تحصیل دهد.
هیرزبروچ در ۲۷ ماه مه ۲۰۱۲ در سن ۸۴ سالگی درگذشت.

## افتخارات و جوایز
در میان بسیاری از افتخارات، هیرزبروخ در سال ۱۹۸۸ جایزه ولف در ریاضی و مدال لوباچفسکی در سال ۱۹۸۹ دریافت کرد.
دولت ژاپن در سال ۱۹۹۶ جایزه گنج مقدس را به او اعطا کرد.
هیرزبروخ در سال ۱۹۹۹ موفق به کسب مدال انیشتین شد و در سال ۲۰۰۴ مدال کانتور را دریافت کرد.
هیرزبروخ عضو خارجی بسیاری از آکادمی‌ها و جوامع، از جمله آکادمی ملی علوم ایالات متحده، آکادمی علوم روسیه، انجمن سلطنتی و آکادمی علوم فرانسه بود.